# سایمن می
سایمن می (انگلیسی: Simon May؛ زادهٔ ۱۵ اوت ۱۹۴۴) موسیقی‌دان، آهنگساز و ترانه‌سرا اهل بریتانیا است.
از فیلم‌ها یا مجموعه‌های تلویزیونی که وی در آن‌ها نقش داشته‌است، می‌توان به ایست‌اندرز اشاره نمود.